# William Spencer Barrett
William Spencer Barrett FBA, Rufname Spencer (* 29. Mai 1914; † 23. September 2001) war ein britischer Gräzist.

## Leben
Spencer Barrett war das einzige Kind von William Barrett und Sarah Jessie Barrett, geborene Robbins. Nach dem Besuch der Derby School begann er 1933 an der Christ Church, Oxford, ein Studium der Classics. Dort hatte er die Ireland and Craven Scholarship inne, erreichte 1934 einen First Class in Classical Honour Moderations und gewann im selben Jahr den Gaisford Prize für griechische Versdichtung und die Paravicini Scholarship. 1937 erhielt er einen First Class in Literae Humaniores und die Derby Scholarship sowie 1938 den Charles Oldham Prize. Barrett gilt als Schüler von Eduard Fraenkel, der 1934 Deutschland verließ und 1935 zum Professor für lateinische Philologie am Corpus Christi College in Oxford ernannt wurde.
Barretts erste Stelle war die eines Lecturer an der Christ Church von 1938 bis 1939. Darauf wechselte er an das Keble College, an dem er von 1939 bis 1952 Lecturer und von 1939 bis 1981 Tutor in Classics war. Von 1946 bis 1966 war er zugleich Bibliothekar des Keble College. Als überzeugter Atheist konnte er jedoch erst nach Änderung der einschlägigen Vorgabe der College–Statuten im Jahr 1952 Fellow des Keble College werden. Dies blieb er bis zu seiner Emeritierung im Jahr 1981. Bis zu seinem Tod war er Honorary Fellow des College. Von 1968 bis 1976 war er zudem Sub-Warden. Auf Universitätsebene war er von 1947 bis 1966 Lecturer in Greek Literature und schließlich Reader in Greek Literature bis 1981. Sein Schüler und Nachfolger im Keble College war Adrian S. Hollis.
Während des Zweiten Weltkriegs war Barrett von 1942 bis 1945 Zivilangestellter in der Naval Intelligence Division der Admiralität. In diesen Jahren arbeitete er gewöhnlich nachts, da seine Berichte um acht Uhr morgens vorliegen mussten. Es heißt, dass er den Schlafrhythmus von vier Uhr morgens bis Mittag danach beibehielt, da ihm die Nachtarbeit zustattenkam.
Als Austin Farrer, der Warden des Keble College, 1968 plötzlich starb, war Barrett als Sub–Warden mit einer weiteren Änderung der College–Statuten befasst, die daraufhin nicht mehr verlangten, dass der Warden ein anglikanischer Geistlicher sein musste.
1965 wurde er in die British Academy aufgenommen.
Eine kolportierte Anekdote zeigt Barretts Umgang mit der Steuerbehörde. Als ein Steuerbeamter einst seine Steuererklärung in Frage stellte, weil er die Notwendigkeit eines Computers für einen Klassischen Philologen nicht einsehen wollte, konnte Barrett ihm darlegen, dass es für das Verständnis des Dichters Pindar notwendig sei zu wissen, wie der Ätna für einen Seemann aussah, der auf einem Schiff an ihm vorbeifuhr.
1939 heiratete Barrett Georgina Margaret Elizabeth, die ältere Tochter von William und Alma Georgina Annie Hill, mit der er einen Sohn und eine Tochter hatte.

## Forschungsschwerpunkte
Barretts Hauptwerk ist die Edition samt Kommentar des Hippolytos des Euripides, die 1964 erschien. Der kritisch edierte Text basierte auf der Kollation von zehn mittelalterlichen Handschriften von insgesamt sechzehn, die Wert als Zeugen der Überlieferung hatten. Der Kommentar hatte in seiner Ausführlichkeit und kritischen Qualität kaum Seinesgleichen.
Ein weiteres Arbeitsgebiet Barretts war die griechische Lyrik (Stesichoros, Pindar, Bakchylides). Neben drei zwischen 1954 und 1978 veröffentlichten Aufsätzen hinterließ Barrett bei seinem Tod eine Reihe unveröffentlichter Aufsätze zur griechischen Lyrik sowie eine unveröffentlichte textkritische Edition samt Kommentar zu Pindar.

## Schriften (Auswahl)
- Bacchylides, Asine, and Apollo Pythaieus. In: Hermes, 82, 1954, S. 421–444.
- Euripides, Hippolytos. Edited with Introduction and Commentary. Clarendon Press, Oxford 1964, ISBN 0-19-814167-X. – Rez. von D. J. Conacher, in: Phoenix, 19, 1965, S. 338–343, (online). William M. Calder III, in: Classical Philology 60, 1965, 277–282. Hugh Lloyd-Jones, in: Journal of Hellenic Studies 85, 1965, S. 164–171.
- Pindar’s Twelfth Olympian and the fall of the Deinomenids. In: Journal of Hellenic Studies 93, 1973, S. 23–35.
- Sophocles, Niobe. In: The papyrus fragments of Sophocles. An Edition with prolegomena and commentary by Richard Carden. de Gruyter, Berlin and New York 1974 (Texte und Kommentare, Band 7), S. 171–235.
- The Oligaithidai and their victories. In: Roger D. Dawe, James Diggle, Patricia E. Easterling (Hrsg.): Dionysiaca. Nine Studies in Greek Poetry by Former Pupils Presented to Sir Denys Page on His Seventieth Birthday. Cambridge University Press, Cambridge 1978, S. 1–20.
- Greek Lyric, Tragedy, and Textual Criticism. Collected Papers. Edited by Martin L. West. Oxford University Press, Oxford 2007, Inhaltsverzeichnis mit Abstracts der Aufsätze, weiteres Inhaltsverzeichnis. – Rez. von Malcolm Davies, in: The Classical Review, 58, 2008, S. 335–338.